# Seznam dílů seriálu Tajemství Hunterových
Toto je seznam dílů seriálu Tajemství Hunterových.

## Přehled řad
| Řada | Díly | Premiéra v USA    | Premiéra v USA  | Premiéra v ČR | Premiéra v ČR |
| Řada | Díly | První díl         | Poslední díl    | První díl     | Poslední díl  |
| ---- | ---- | ----------------- | --------------- | ------------- | ------------- |
| 1    | 20   | 11. března 2017   | 7. dubna 2017   | vysíláno      | vysíláno      |
| 2    | 20   | 29. ledna 2018    | 23. února 2018  | vysíláno      | vysíláno      |
| 3    | 30   | 29. července 2019 | 27. září 2019   | vysíláno      | vysíláno      |
| 4    | 20   | 19. dubna 2021    | 20. května 2021 | vysíláno      | vysíláno      |

## Seznam dílů

### První řada (2017)
| Č. v seriálu | Č. v řadě | Původní název              | Český název | Premiéra v USA  | Premiéra v ČR | Prod. kód |
| ------------ | --------- | -------------------------- | ----------- | --------------- | ------------- | --------- |
| 1            | 1         | The New Hunter             |             | 11. března 2017 | vysíláno      | 101       |
| 2            | 2         | Saganash                   |             | 12. března 2017 | vysíláno      | 102       |
| 3            | 3         | The Secret Room            |             | 13. března 2017 | vysíláno      | 103       |
| 4            | 4         | Principal                  |             | 14. března 2017 | vysíláno      | 104       |
| 5            | 5         | Rinus                      |             | 15. března 2017 | vysíláno      | 105       |
| 6            | 6         | The Key                    |             | 20. března 2017 | vysíláno      | 106       |
| 7            | 7         | The Blue Diamond           |             | 21. března 2017 | vysíláno      | 107       |
| 8            | 8         | MGP                        |             | 22. března 2017 | vysíláno      | 108       |
| 9            | 9         | Aunt Hedwig & Uncle Eugene |             | 23. března 2017 | vysíláno      | 109       |
| 10           | 10        | Contact                    |             | 24. března 2017 | vysíláno      | 110       |
| 11           | 11        | The Relatives              |             | 27. března 2017 | vysíláno      | 111       |
| 12           | 12        | The Red Diamond            |             | 28. března 2017 | vysíláno      | 112       |
| 13           | 13        | Cassandra's Map            |             | 29. března 2017 | vysíláno      | 113       |
| 14           | 14        | Anika's Birthday           |             | 30. března 2017 | vysíláno      | 114       |
| 15           | 15        | The Maze                   |             | 31. března 2017 | vysíláno      | 115       |
| 16           | 16        | Undercover                 |             | 3. dubna 2017   | vysíláno      | 116       |
| 17           | 17        | Sophie                     |             | 4. dubna 2017   | vysíláno      | 117       |
| 18           | 18        | Bruhl                      |             | 5. dubna 2017   | vysíláno      | 118       |
| 19           | 19        | Almost Back                |             | 6. dubna 2017   | vysíláno      | 119       |
| 20           | 20        | The Deed                   |             | 7. dubna 2017   | vysíláno      | 120       |

### Duhá řada (2018)
| Č. v seriálu | Č. v řadě | Původní název         | Český název | Premiéra v USA | Premiéra v ČR | Prod. kód |
| ------------ | --------- | --------------------- | ----------- | -------------- | ------------- | --------- |
| 21           | 1         | The Package           |             | 29. ledna 2018 | vysíláno      | 201       |
| 22           | 2         | The Arrest            |             | 29. ledna 2018 | vysíláno      | 202       |
| 23           | 3         | Max                   |             | 30. ledna 2018 | vysíláno      | 203       |
| 24           | 4         | Evie                  |             | 31. ledna 2018 | vysíláno      | 204       |
| 25           | 5         | The Museum            |             | 1. února 2018  | vysíláno      | 205       |
| 26           | 6         | The New Friend        |             | 2. února 2018  | vysíláno      | 206       |
| 27           | 7         | The Family Tree       |             | 5. února 2018  | vysíláno      | 207       |
| 28           | 8         | Payback               |             | 6. února 2018  | vysíláno      | 208       |
| 29           | 9         | The Plan              |             | 7. února 2018  | vysíláno      | 209       |
| 30           | 10        | The Reverse Heist     |             | 8. února 2018  | vysíláno      | 210       |
| 31           | 11        | The Mole              |             | 9. února 2018  | vysíláno      | 211       |
| 32           | 12        | The Green Mask        |             | 12. února 2018 | vysíláno      | 212       |
| 33           | 13        | Hacker Hideout        |             | 13. února 2018 | vysíláno      | 213       |
| 34           | 14        | The Super Secret Room |             | 14. února 2018 | vysíláno      | 214       |
| 35           | 15        | The Crown             |             | 15. února 2018 | vysíláno      | 215       |
| 36           | 16        | Hide and Seek         |             | 16. února 2018 | vysíláno      | 216       |
| 37           | 17        | The Houseboat         |             | 20. února 2018 | vysíláno      | 217       |
| 38           | 18        | Spy                   |             | 21. února 2018 | vysíláno      | 218       |
| 39           | 19        | The Ritual            |             | 22. února 2018 | vysíláno      | 219       |
| 40           | 20        | Hunters Forever       |             | 23. února 2018 | vysíláno      | 220       |

### Třetí řada (2019)
| Č. v seriálu | Č. v řadě | Původní název              | Český název | Režie                     | Scénář                                  | Premiéra v USA    | Premiéra v ČR | Prod. kód |
| ------------ | --------- | -------------------------- | ----------- | ------------------------- | --------------------------------------- | ----------------- | ------------- | --------- |
| 41           | 1         | The Birthday Gift          |             | Hans Somers               | Diane Whitley                           | 29. července 2019 | vysíláno      | 301       |
| 42           | 2         | Strange House              |             | Hans Somers               | Diane Whitley                           | 30. července 2019 | vysíláno      | 302       |
| 43           | 3         | The Storm                  |             | Hans Somers               | Diane Whitley a Mark Oswin              | 31. července 2019 | vysíláno      | 303       |
| 44           | 4         | Jake's Curse               |             | Hans Somers               | Diane Whitley a Emma Nisbet             | 1. srpna 2019     | vysíláno      | 304       |
| 45           | 5         | Lost In The Woods          |             | Hans Somers               | Diane Whitley a Emma Nisbet             | 2. srpna 2019     | vysíláno      | 305       |
| 46           | 6         | Oliver                     |             | Hans Somers               | Diane Whitley a Tony Cooke              | 5. srpna 2019     | vysíláno      | 306       |
| 47           | 7         | The Code                   |             | Hans Somers a Bob Wilbers | Diane Whitley a Tony Cooke              | 6. srpna 2019     | vysíláno      | 307       |
| 48           | 8         | Remedies and Riddles       |             | Hans Somers a Bob Wilbers | Diane Whitley a Danny Spring            | 7. srpna 2019     | vysíláno      | 308       |
| 49           | 9         | Curse or Cure?             |             | Hans Somers a Bob Wilbers | Diane Whitley a Julia Kent              | 8. srpna 2019     | vysíláno      | 309       |
| 50           | 10        | The Second Stone           |             | Hans Somers a Bob Wilbers | Diane Whitley a Mark Oswin              | 9. srpna 2019     | vysíláno      | 310       |
| 51           | 11        | Return to Hunter Street    |             | Hans Somers a Bob Wilbers | Diane Whitley, Emma Nisbet a Mark Oswin | 12. srpna 2019    | vysíláno      | 311       |
| 52           | 12        | Mr. Bear                   |             | Hans Somers a Bob Wilbers | Diane Whitley, Emma Nisbet a Mark Oswin | 13. srpna 2019    | vysíláno      | 312       |
| 53           | 13        | Rex to the Rescue          |             | Hans Somers               | Diane Whitley a Julia Kent              | 14. srpna 2019    | vysíláno      | 313       |
| 54           | 14        | Secret Signs               |             | Hans Somers               | Diane Whitley a Tony Cooke              | 15. srpna 2019    | vysíláno      | 314       |
| 55           | 15        | Evil Narikoa               |             | Hans Somers               | Diane Whitley                           | 16. srpna 2019    | vysíláno      | 315       |
| 56           | 16        | Siblings                   |             | Hans Somers               | Diane Whitley                           | 9. září 2019      | vysíláno      | 316       |
| 57           | 17        | What Hides Beneath         |             | Hans Somers               | Diane Whitley a Mark Oswin              | 10. září 2019     | vysíláno      | 317       |
| 58           | 18        | The Butterfly Sun          |             | Hans Somers               | Diane Whitley a Danny Spring            | 11. září 2019     | vysíláno      | 318       |
| 59           | 19        | Appeals                    |             | Hans Somers               | Diane Whitley a Danny Spring            | 12. září 2019     | vysíláno      | 319       |
| 60           | 20        | Trapped                    |             | Hans Somers               | Diane Whitley a Tony Cooke              | 13. září 2019     | vysíláno      | 320       |
| 61           | 21        | Escape                     |             | Hans Somers               | Diane Whitley                           | 16. září 2019     | vysíláno      | 321       |
| 62           | 22        | Moms                       |             | Hans Somers               | Diane Whitley a Paul de Vrijer          | 17. září 2019     | vysíláno      | 322       |
| 63           | 23        | Swamped                    |             | Hans Somers               | Diane Whitley a Julia Kent              | 18. září 2019     | vysíláno      | 323       |
| 64           | 24        | Truth and Lies             |             | Hans Somers               | Diane Whitley a Julia Kent              | 19. září 2019     | vysíláno      | 324       |
| 65           | 25        | The Final Riddle?          |             | Hans Somers               | Diane Whitley a Julia Kent              | 20. září 2019     | vysíláno      | 325       |
| 66           | 26        | Revelations                |             | Hans Somers               | Diane Whitley a Tony Cooke              | 23. září 2019     | vysíláno      | 326       |
| 67           | 27        | Not Quite X Marks the Spot |             | Hans Somers               | Diane Whitley a Danny Spring            | 24. září 2019     | vysíláno      | 327       |
| 68           | 28        | Tricky Times               |             | Hans Somers               | Diane Whitley                           | 25. září 2019     | vysíláno      | 328       |
| 69           | 29        | The Pyramid                |             | Hans Somers               | Diane Whitley                           | 26. září 2019     | vysíláno      | 329       |
| 70           | 30        | Eclipse                    |             | Hans Somers               | Diane Whitley                           | 27. září 2019     | vysíláno      | 330       |

### Čtvrtá řada (2021)
| Č. v seriálu | Č. v řadě | Původní název                  | Český název | Režie               | Premiéra v USA  | Premiéra v ČR | Prod. kód |
| ------------ | --------- | ------------------------------ | ----------- | ------------------- | --------------- | ------------- | --------- |
| 71           | 1         | An Unexpected Guest            |             | Erwin van den Eshof | 19. dubna 2021  | vysíláno      | 401       |
| 72           | 2         | Babies, Bunnies and Beards     |             | Erwin van den Eshof | 20. dubna 2021  | vysíláno      | 402       |
| 73           | 3         | Sally Hunter                   |             | Erwin van den Eshof | 21. dubna 2021  | vysíláno      | 403       |
| 74           | 4         | Quantum Problems and Dead Ends |             | Erwin van den Eshof | 22. dubna 2021  | vysíláno      | 404       |
| 75           | 5         | House Arrest                   |             | Erwin van den Eshof | 26. ledna 2021  | vysíláno      | 405       |
| 76           | 6         | The Intruder                   |             | Jonathan Elbers     | 27. ledna 2021  | vysíláno      | 406       |
| 77           | 7         | Mind Games                     |             | Jonathan Elbers     | 28. ledna 2021  | vysíláno      | 407       |
| 78           | 8         | Break-in                       |             | Jonathan Elbers     | 29. ledna 2021  | vysíláno      | 408       |
| 79           | 9         | Relatively Speaking            |             | Jonathan Elbers     | 3. května 2021  | vysíláno      | 409       |
| 80           | 10        | Enemies Within                 |             | Jonathan Elbers     | 4. května 2021  | vysíláno      | 410       |
| 81           | 11        | Badika                         |             | Erwin van den Eshof | 5. května 2021  | vysíláno      | 411       |
| 82           | 12        | Operation Rockabye             |             | Jonathan Elbers     | 6. května 2021  | vysíláno      | 412       |
| 83           | 13        | Sleepwalkers                   |             | Erwin van den Eshof | 10. května 2021 | vysíláno      | 413       |
| 84           | 14        | Saving Anika                   |             | Erwin van den Eshof | 11. května 2021 | vysíláno      | 414       |
| 85           | 15        | I Spy                          |             | Erwin van den Eshof | 12. května 2021 | vysíláno      | 415       |
| 86           | 16        | Hologram: Unlocked             |             | Erwin van den Eshof | 13. května 2021 | vysíláno      | 416       |
| 87           | 17        | The Missing Piece              |             | Erwin van den Eshof | 17. května 2021 | vysíláno      | 417       |
| 88           | 18        | Testing Times                  |             | Erwin van den Eshof | 18. května 2021 | vysíláno      | 418       |
| 89           | 19        | Brainwooshed                   |             | Erwin van den Eshof | 19. května 2021 | vysíláno      | 419       |
| 90           | 20        | Showdown                       |             | Erwin van den Eshof | 20. května 2021 | vysíláno      | 420       |